# Tres edades
El sistema de tres edades es la periodización de la prehistoria humana (con cierta superposición en los períodos históricos en algunas regiones) en tres períodos de tiempo: la Edad de Piedra, la Edad del Bronce y la Edad del Hierro, aunque el concepto también puede referirse a otras divisiones tripartitas de períodos de tiempo históricos. 
En historia, arqueología y antropología física, el sistema de tres edades es un concepto metodológico adoptado durante el siglo XIX según el cual los artefactos y eventos de la prehistoria tardía y la historia temprana podrían ordenarse ampliamente en una cronología reconocible. 
C. J. Thomsen desarrolló inicialmente esta categorización en el período de 1816 a 1825, como resultado de clasificar cronológicamente la colección de una exposición arqueológica: resultó en amplias secuencias con artefactos hechos sucesivamente de piedra, bronce y hierro.
El sistema atrajo a los investigadores británicos que trabajan en la ciencia de la etnología: lo adoptaron para establecer secuencias raciales para el pasado de Gran Bretaña basadas en tipos craneales. Aunque la etnología craneológica que formó su primer contexto académico no tiene ningún valor científico moderno, la cronología relativa de la Edad de Piedra, la Edad del Bronce y la Edad del Hierro permanece en uso en un contexto público general, y el concepto de tres edades sustenta la cronología prehistórica para Europa, el mundo mediterráneo y el Cercano Oriente.
La estructura refleja el trasfondo cultural e histórico de la Europa mediterránea y Oriente Medio. Pronto sufrió más subdivisiones, incluida la partición en 1865 de la Edad de Piedra en períodos Paleolítico, Mesolítico y Neolítico por John Lubbock. El esquema, sin embargo, tiene poca o ninguna utilidad para establecer marcos cronológicos en África subsahariana, gran parte de Asia, las Américas y algunas otras áreas; y tiene poca importancia en la discusión arqueológica o antropológica contemporánea para estas regiones.